# Luceria fletcheri
Luceria fletcheri là một loài bướm đêm trong họ Erebidae.